# Marián Servátka
Marián Servátka (ur. 7 listopada 1951 w miejscowości Hnilčík) – słowacki filolog i wykładowca, były ambasador Słowacji w Polsce, przy Stolicy Apostolskiej i na Białorusi. 

## Życiorys
W 1975 ukończył studia z dziedziny filologii polskiej i słowackiej na Uniwersytecie Komeńskiego w Bratysławie, następnie zaś uzyskał stopień kandydata nauk (1987). 
W latach 1975–1979 i od 1984 do 1985 pracował jako asystent na macierzystej uczelni, następnie zaś jako lektor języka słowackiego w Uniwersytecie Jagiellońskim (1979–1984) i Śląskim (1986–1991). 
W 1992 pełnił funkcję doradcy ministra kultury. W tym samym roku podjął pracę w Ministerstwie Spraw Zagranicznych Czechosłowacji, następnie przeszedł do MSZ niepodległej Słowacji. W latach 1994–1998 pełnił misję ambasadora nadzwyczajnego i pełnomocnego w Polsce, akredytowanego również na Litwie (od 1997), następnie był ambasadorem przy Stolicy Apostolskiej i przy Zakonie Maltańskim (1998–2002). Po powrocie do kraju doradzał prezydentowi Słowacji (2003–2007). Od 2008 do 2013 był ambasadorem na Białorusi. 
Jest autorem i współautorem artykułów naukowych, podręczników oraz rozmówek (m.in. Minirozmówki słowackie, Warszawa 1984; 1987; Język słowacki dla początkujących, Katowice 1990; Rekcja czasowników polskich, czeskich i słowackich, Katowice 1991). Tłumaczy z języka polskiego na słowacki. 
Został odznaczony Krzyżem Kawalerskim Orderu Zasługi Rzeczypospolitej Polskiej (1987), Medalem Komisji Edukacji Narodowej (1988), Krzyżem Ekumenicznym z Gwiazdą Orderu św. Brygidy (1977) oraz Krzyżem Rycerskim Orderu Piusa IX (2000).